# Tony Lourenço
Pour les articles homonymes, voir Lourenço.
Tony Lourenço, ou NYT, né à Paris en 1976, est un scénariste de bande dessinée et acteur.

## Biographie
Tony Lourenço entre au Conservatoire international de musique de Paris où il suit des cours de chant et de piano puis crée par la suite un studio photo,.
Passionné de musique et de sport, notamment le basket qu'il pratique, Tony Lourenço est scénariste de bande dessinée documentaire depuis 2011. Il écrit les scénarios de Total Footgoal, L'Encyclopédie du Foot aux éditions Vents d’Ouest et Glénat (2011) et aux éditions Petit à Petit : Les Histoires Incroyables des Jeux Olympiques (2015), et Les Histoires Incroyables du basket (2021) qui revient sur 25 épisodes marquants de l’histoire du basket français et américain,,.
En 2022, paraît le premier volume de sa série de manga, Enzo aux éditions Blacklephant, sur l'escrimeur Enzo Lefort, triple champion du monde et olympique de fleuret par équipes. La fédération d’escrime devient partenaire de cette série prévue en 3 volumes afin de promouvoir ce sport auprès du jeune public. « Promouvoir une discipline et le sport auprès des enfants, à travers le goût de l’effort, du dépassement de soi, le respect de l’adversaire, le soin de son corps : c’est ce que nous nous efforçons de faire, avec un support ludique et un langage adapté aux jeunes » (Tony Lourenço).

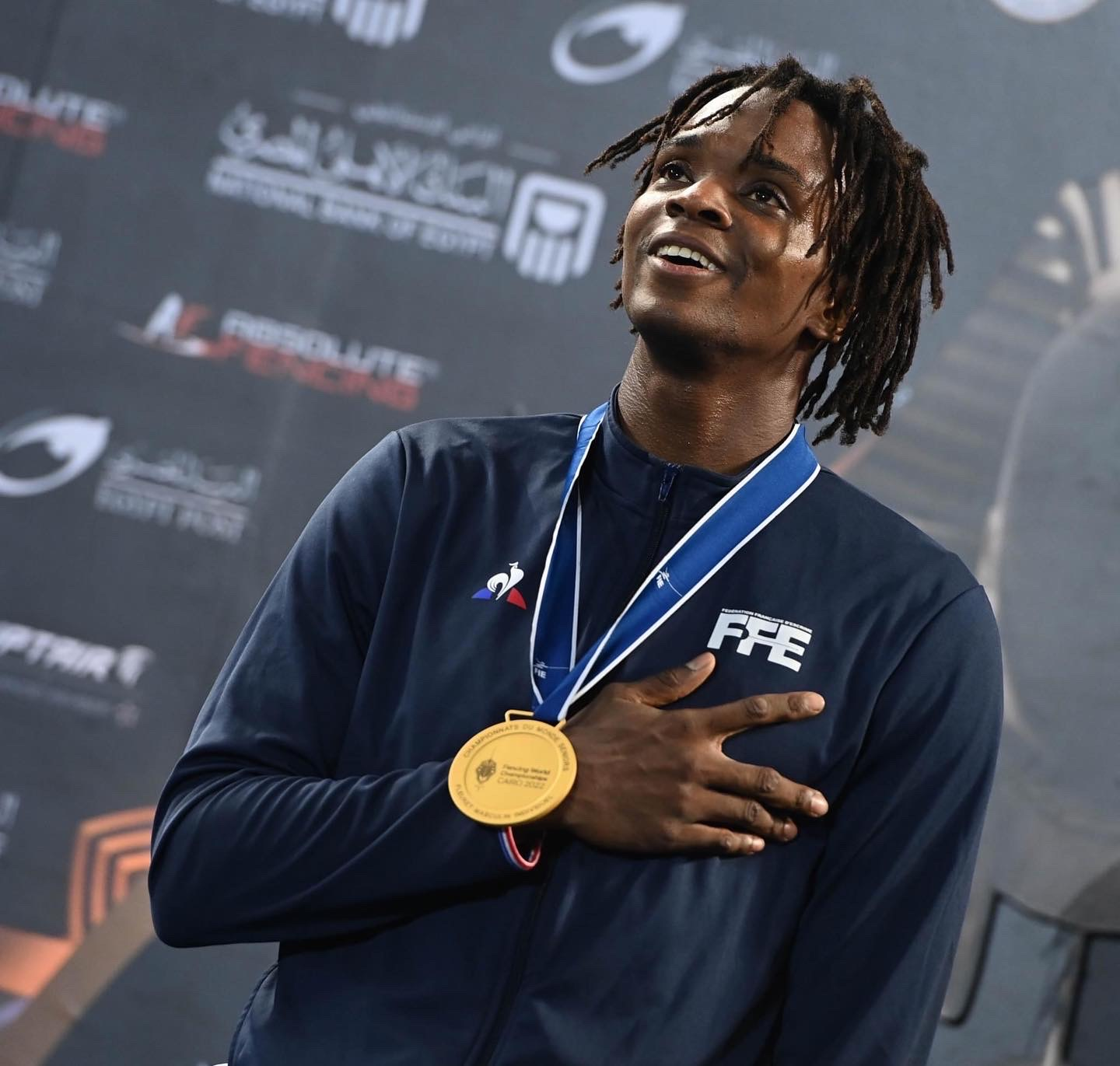
Enzo Lefort
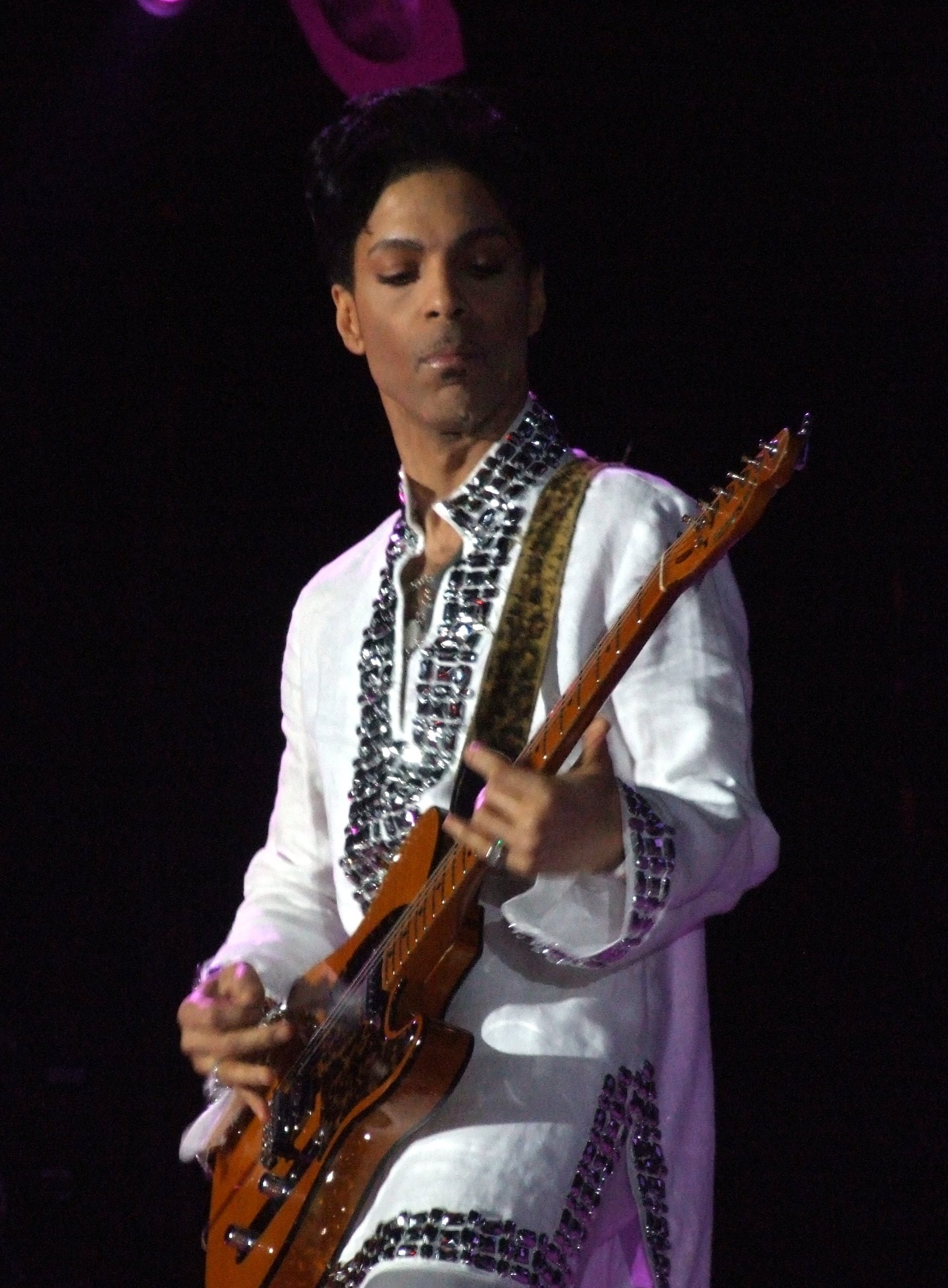
Prince
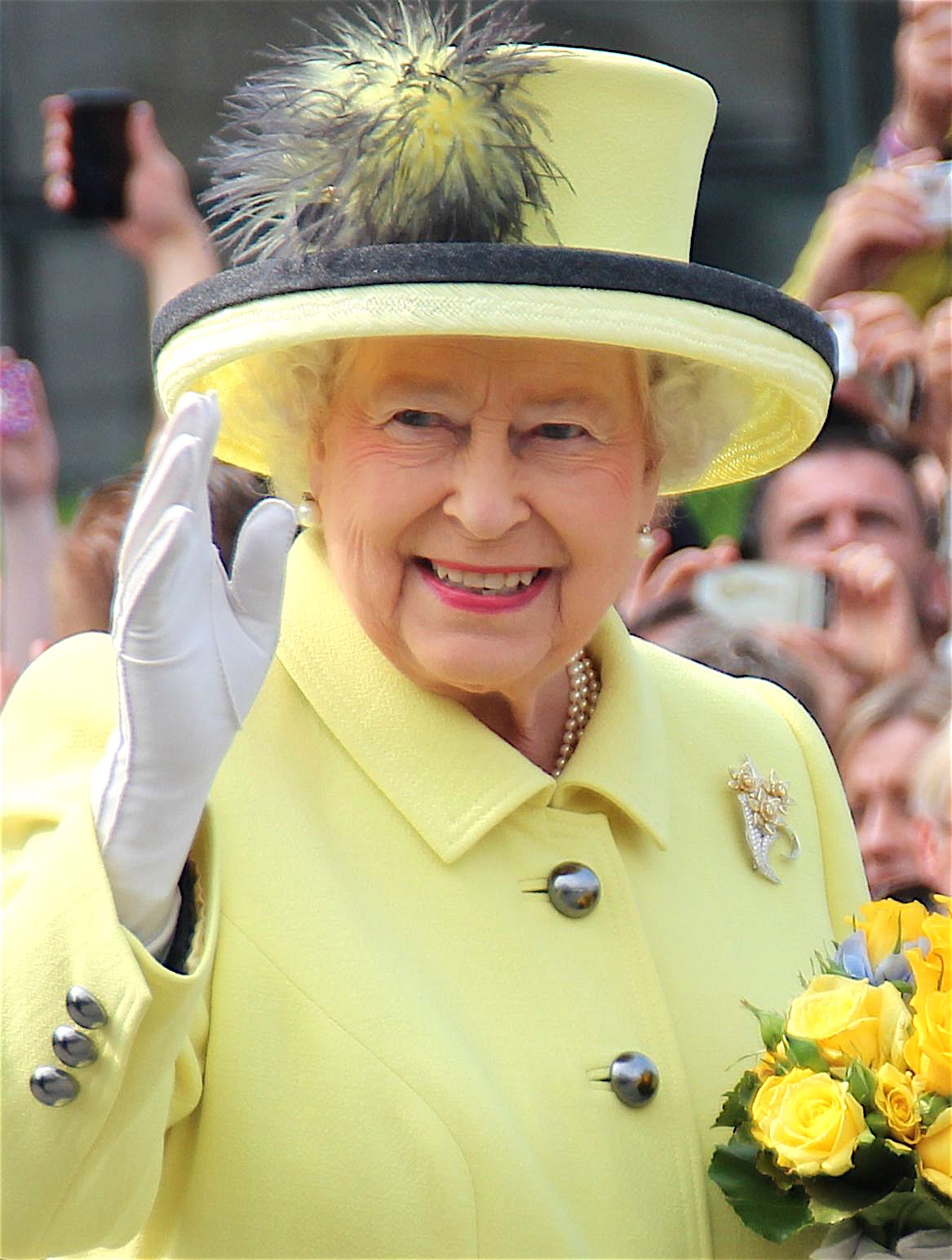
Élisabeth II
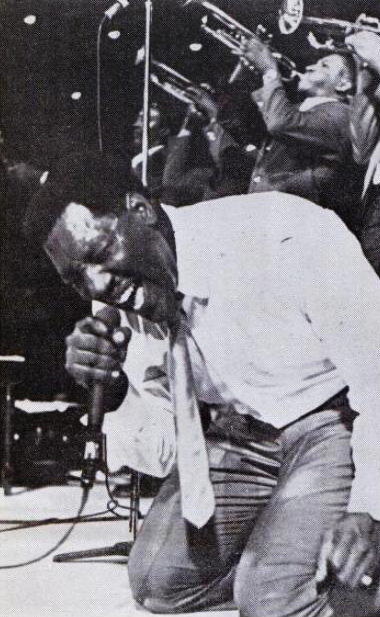
Otis Redding
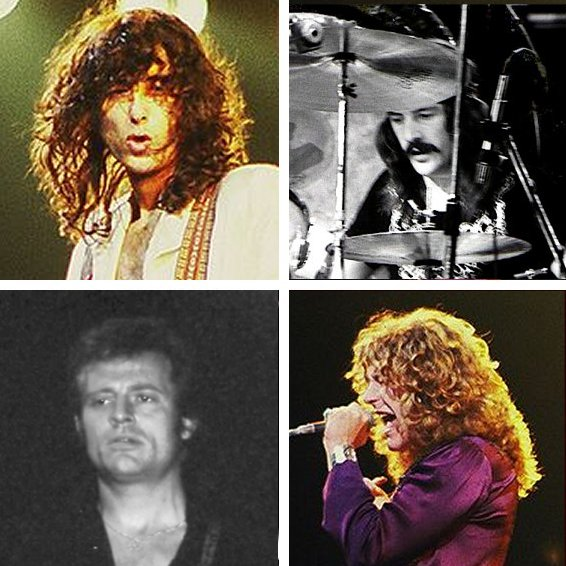
Led Zeppelin

La même année, à l'occasion du Jubilé de platine d'Élisabeth II au mois de juin, le scénariste lui consacre un album qui retrace la vie de la reine en 16 chapitres. À la mort d'Élisabeth II au mois de septembre, le livre est réédité avec un chapitre supplémentaire évoquant ses funérailles,.
En musique, Tony Lourenço consacre des albums biographiques à Prince (2021),, Pink Floyd (2022),, Otis Redding (2023) et Led Zeppelin (2024).
Tony Lourenço est également acteur. Au théâtre Antibéa d'Antibes, il fait du théâtre d’improvisation. Le directeur artistique du théâtre lui propose d'écrire des sketchs. Parmi ceux qu'il écrit, Gilbert devient en 2020 un seul en scène que l'acteur joue à Paris et en tournée : la chronique d'un sans domicile fixe inspirée par ses missions humanitaires,. En 2023, Tony Lourenço coécrit et joue avec Sasha Paula Vingt temps ou la nécessité de savoir nager.

## Publications
(juillet 2025).
- Total Footgoal, L'Encyclopédie du Foot, coécrit avec Aré, Luc Perdriset, Christian Lerolle, Morgan Prost, Vents d’Ouest / Glénat, 2011  (ISBN 978-2-749-30663-6)
- La BD des Voisins, Éditions Petit à Petit, 2015,  (ISBN 979-1-095-67006-3)
- Les Histoires Incroyables des Jeux Olympiques, Éditions Petit à Petit, 2019,  (ISBN 978-2-380-46012-4)
- Les Histoires Incroyables du basket, Éditions Petit à Petit, 2021,  (ISBN 978-2-380-46105-3)
- Prince en BD, Éditions Petit à Petit, 2021,  (ISBN 978-2-380-46106-0)
- Gilbert : la pièce, Funenbulle, 2021,  (ISBN 978-2-492-28500-4)
- Elizabeth II, God Save the Queen, coécrit avec Sophie Blitman, illustrations de Cinthia Thiéry, Éditions Petit à Petit, 2022,  (ISBN 978-2-380-46131-2)
- Pink Floyd en BD, coécrit avec Thierry Lamy, Éditions Petit à Petit, 2022,  (ISBN 978-2-380-46150-3)
- Enzo T1, coécrit avec Enzo Lefort, illustrations de Madana, Blacklephant éditions, 2022,  (ISBN 978-2-493-04314-6)
- Otis Redding en BD, coécrit avec Frédéric Adrian, 2023,  (ISBN 978-2-380-46185-5)
- Led Zeppelin en BD, coécrit avec Thierry Lamy et Nicolas Finet, Éditions Petit à Petit, 2024,  (ISBN 978-2-380-46186-2)
- Amy Winehouse en BD, coécrit avec Elsa Gambin, Éditions Petit à Petit, 2024,  (ISBN 978-2-380-46202-9)
- Enzo T2, coécrit avec Enzo Lefort, illustrations de Madana, Blacklephant éditions, 2024,  (ISBN 978-2-493-04336-8)
- Histoires incroyables des Jeux Olympiques et Paralympiques, Petit A Petit, 2024,  (ISBN 978-2-380-46205-0)
- Disco, co-écrit avec Christian Marmonnier, Petit A Petit, 2024,  (ISBN 978-2-380-46213-5)

## Théâtre
- 2019 : Gilbert de et avec Tony Lourenço, mise en scène Sasha Paula, Paris, tournée
- 2023 : Vingt temps ou la nécessité de savoir nager de et avec Tony Lourenço et Sasha Paula, mise en scène Olivia Lucidarme, Antibes